# Mauro José Mestriner
Mauro José Mestriner, mais conhecido como Mauro (Mogi Mirim, 30 de outubro de 1977), é um ex-futebolista brasileiro que atuava como goleiro.
Desde 2016 é preparador de goleiros das categorias de base do Santos FC.

## Carreira
Revelado pelo Mogi Mirim Esporte Clube, Mauro já passou por vários clubes brasileiros e foi destaque do Marília em 2003 no Campeonato Brasileiro da Série B.
No início de 2004, foi contratado pelo Santos para compor elenco, sendo a terceira opção da equipe. Ganhou a posição de Doni, Júlio Sérgio e Tapia e foi o goleiro titular da equipe que ganhou o Campeonato Brasileiro de 2004.
Depois passou pelo Noroeste, São Caetano, Ituano, Paraná, Mirassol, Mixto, aonde foi capitão.
Em 2010 teve passagens rápidas por Oeste e São José, mas em março do mesmo ano, acertou o seu retorno ao Mixto onde é ídolo da torcida.
Anteriormente esteve no Volta Redonda, onde disputa a Série D do Campeonato Brasileiro e a Copa Rio.
Em 2012, defendeu o Resende.
Em 2014, após jogar no Carioca pelo Resende, acertou seu retorno ao Mogi Mirim, para a disputa do Campeonato Brasileiro de Futebol de 2014 - Série C.
No Mogi, o goleiro conquistou o acesso junto com a equipe para à Série B de 2015 e encerrou a carreira, depois do Paulistão 2016.

## Títulos
Santos
- Campeonato Brasileiro: 2004

Mixto
- Mato-Grossense da Segunda Divisão: 2009